# تالگو
تالگو (اسپانیایی: Talgo‎) یک شرکت تولید ماشین‌های ریلی در کشور اسپانیا است.
این شرکت که در سال ۱۹۴۲ تأسیس شده لوکوموتیو و قطار تندرو مسافری تولید می‌کند و مقر اصلی آن در لاس روزاس ده مادرید قرار دارد.